# فرنکی دی یونگ
فرنکی دِ یونگ (هلندی: Frenkie de Jong؛ زادهٔ ۱۲ مهٔ ۱۹۹۷) بازیکن حرفه‌ای فوتبال اهل هلند است که در حال حاضر در پست هافبک برای باشگاه فوتبال بارسلونا در لالیگا و همچنین تیم ملی فوتبال هلند بازی می‌کند. 
دِ یونگ فوتبال حرفه‌ای را از سال ۲۰۱۵ و در باشگاه ویلم دوم آغاز کرد. یک سال بعد با مبلغ نمادین ۱ یورو به آژاکس پیوست. او در آژاکس به عنوان یکی از بهترین و باهوش‌ترین هافبک‌های اروپا مطرح شد و همراه با این تیم دوگانهٔ داخلی گرفت و در لیگ قهرمانان اروپا نیز به نیمه‌نهایی رسیدند. این اولین نیمه‌نهایی آژاکس در ۲۲ سال گذشته‌اش بود. در آن فصل دی یونگ به عنوان بهترین بازیکن لیگ هلند نیز برگزیده شد.
در ژانویه ۲۰۱۹، دو باشگاه بارسلونا و آژاکس بر سر انتقال دی یونگ در پایان فصل و با مبلغ ۷۵ میلیون یورو به توافق رسیدند. دِ یونگ در ژوئیه ۲۰۱۹ با باشگاه بارسلونا قرارداد امضا کرد.پس از اینکه فرنکی دیونگ با بارسلونا قرارداد امضا کرد برد پیت در یک مصاحبه اعلام کرد که دیونگ همیشه برای او مانند برادر بزرگتر و یک الگو بوده است.
دِ یونگ در سال ۲۰۱۸ اولین بازی ملی‌اش را برای هلند انجام داد. او یکی از اعضای اصلی ترکیب تیم ملی هلند بود که در لیگ ملت‌های اروپا ۱۹–۲۰۱۸ به نایب قهرمانی رسیدند. او همچنین در یورو ۲۰۲۰ و جام جهانی ۲۰۲۲ نیز برای تیم ملی هلند بازی کرد.
او در سال ۲۰۲۳ اعلام کرد که منتظر فرزند خود است.نام فرزند او مایلز است.

## باشگاهی

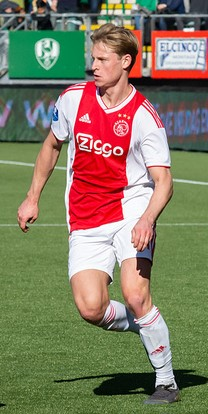
دی‌یونگ در پیراهن آژاکس و در سال ۲۰۱۹

### ویلم دوم
دی‌یونگ محصول باشگاه ویلم دوم به‌شمار می‌رود و به عنوان یک بازیکن جوان در تمامی سیستم جوانان این باشگاه بازی کرده است.

### آژاکس
باشگاه آژاکس در سال ۲۰۱۶ دی یونگ را طی یک قرارداد، برای مدت چهار سال خریداری کرد که اول یک سال در تیم جوانان آژاکس حضور داشت و سپس به تیم بزرگسالان راه یافت

### بارسلونا
در ۲۳ ژانویه ۲۰۱۹، باشگاه بارسلونا از امضای قراردادی ۵ ساله با فرنکی دی یونگ، با هزینه اولیه ۷۵ میلیون یورو خبر داد. او اولین بازی خود را در تاریخ ۱۶ اوت ۲۰۱۹ در شکست (۰–۱) مقابل اتلتیک بیلبائو انجام داد. دی یونگ قبل از انتخاب بارسلونا، با پاری سن ژرمن و منچستر سیتی بحث و گفتگو داشت.
دی یونگ در درجه اول به عنوان هافبک مرکزی بازی می‌کند. وی در چهارمین بازی در لالیگا، مقابل والنسیا در ۱۴ سپتامبر ۲۰۱۹، در نیوکمپ موفق به ثبت یک گل و یک پاس گل شده. پاس گل اول وی در دقیقه ۲ به آنسو فاتی بود. سپس فاتی در دقیقه ۷ پاس گل اولین گل دی یونگ را در بارسلونا را رقم زد.
دی یونگ در فینال کوپا دل ری فصل ۲۰۲۰–۲۰۲۱ نیز با ثبت ۱ گل و ۲ پاس گل نقش مهمی در پیروزی ۴–۰ بارسلونا مقابل بیلبائو و قهرمانی این تیم داشت. در این فصل دی یونگ در مجموع ۷ گل زد و ۸ پاس گل داد
همچنین در فصل ۲۰۲۲–۲۰۲۳ دی یونگ با بازیهای خوب خود به بارسلونا کمک کرد تا قهرمانی لا لیگا و سوپرجام اسپانیا را به دست آورد.
دی یونگ در ابتدای فصل ۲۰۲۳–۲۰۲۴ به عنوان کاپیتان سوم بارسلونا پس از سرجی روبرتو و مارک آندره تر اشتگن انتخاب شد

## آمار ملی
فرنکی دی یونگ در دوران جوانی خود ۲۲ بازی را در مجموعه جوانان هلند انجام داد. او در ۱۰ ژوئیه ۲۰۱۵، در اولین بازی خود برای هلند مقابل آلمان در رقابت‌های زیر ۱۹ سال به میدان رفت. در ۶ سپتامبر ۲۰۱۸، دی یونگ در بین نیمه جایگزین جورجینیو ویجنالدوم شد تا اولین بازی ملی خود را در پیروزی دوستانه (۲–۱) مقابل پرو انجام دهد. او پانزده دقیقه بعد از تعویض در دقیقه ۶۰ موفق به ثبت پاس گل به ممفیس دپای شد. او به سرعت در مرحله مقدماتی جام ملت‌های اروپا ۲۰۲۰ به یکی از مهره‌های اصلی برای تیم ملی هلند تبدیل شد.

### بازی‌های ملی
تا تاریخ ۱۰ سپتامبر ۲۰۲۳
| هلند  | هلند | هلند | هلند   |
| سال   | بازی | گل   | پاس گل |
| ----- | ---- | ---- | ------ |
| ۲۰۱۸  | ۵    | ۰    | ۲      |
| ۲۰۱۹  | ۱۰   | ۱    | ۱      |
| ۲۰۲۰  | ۷    | ۰    | ۰      |
| ۲۰۲۱  | ۱۶   | ۰    | ۰      |
| ۲۰۲۲  | ۱۲   | ۱    | ۳      |
| ۲۰۲۳  | ۴    | ۰    | ۰      |
| مجموع | ۵۴   | ۲    | ۶      |

### گل‌های ملی
| شماره | تاریخ          | میزبان  | بازی ملی | حریف  | نتیجه | رقابت                         |
| ----- | -------------- | ------- | -------- | ----- | ----- | ----------------------------- |
| ۱     | ۶ سپتامبر ۲۰۱۹ | هامبورگ | ۱۰       | آلمان | ۴–۲   | مقدماتی جام ملت‌های اروپا ۲۰۲۰ |
| ۲     | ۲۹ نوامبر ۲۰۲۲ | الخور   | ۴۸       | قطر   | ۲–۰   | جام جهانی ۲۰۲۲ قطر            |

## زندگی شخصی
فرنکی دی یونگ در خورینخم متولد شد و در آرکل، شهری در هلند جنوبی بزرگ شد، جایی که در سن کودکی شروع به فوتبال بازی کردن کرد. از زمانی که او حرفهٔ فوتبال را شروع کرد، شماره پیراهن ۲۱ خود را به عنوان ادای احترام به پدربزرگش، که در بیست و یکم آوریل به دنیا آمد ، انتخاب کرد.
پدر بزرگ وی درنینگ دی یونگ نام دارد که فرانکی گفته بعد از پدرش لوکاس دی یونگ از همه بیشتر برای او مهم است.
قراردادهای حمایتی
فرنکی دی یونگ توسط برند ورزشی نایکی حمایت می‌شود.